# Мішка-телепат
«Мішка-телепат» — радянський двосерійний телефільм 1979 року, знятий режисером Ахмеджаном Касимовим на студії «Узбектелефільм».

## Сюжет
За однойменним оповіданням В. Барабаша. Про забавні пригоди ташкентських школярів.

## У ролях
- Радик Аскаров — головна роль
- Наїля Ташкенбаєва — головна роль
- Ігор Рейхштдадт — головна роль
- Асрор Ташкенбаєв — вчитель математики

## Знімальна група
- Режисер — Ахмеджан Касимов
- Сценарист — Володимир Барабаш
- Оператор — Б. Назруллаєв
- Композитор — Ісаак Шварц